# کریستین آدامز
کریستین آدامز (به انگلیسی: Christine Adams) یک مدل و بازیگر فیلم و تلویزیون آمریکایی است.

## زندگی شخصی
آدامز در لندن، انگلیس به دنیا آمد و در یک خانواده مهاجر جامائیکایی بزرگ شد. او دانش‌آموخته دانشگاه میدلسکس است.او در حال حاضر با همسر و دخترانش در شهر لس آنجلس ساکن است. در شانزدهم اکتبر ۲۰۱۹، وی به عنوان یک شهروند آمریکایی شناخته شد.

## فیلم‌ها
- چشم دلفین در نقش تامیکا
- زیر رنگ آبی در نقش تامیکا
- زیر آب در نقش دکتر سوزان چپپل
- بتمن آغاز می‌کند در نقش جسیکا
- ترون: میراث در نقش کلیر اتکینسون
- دختری با خالکوبی اژدها در نقش خبرنگار تلویزیون باربادوس
- مأموران شیلد در نقش مأمور آن ویور (۹ قسمت)
- منتالیست در نقش لنا ابوت (۳ قسمت)
- افسانه‌ها در نقش هانی جبریل (۲ قسمت)
- ترانووا در نقش میرا (۱۳ قسمت)
- همتا در نقش کارا (۳ قسمت)